# رائول رمی
رائول رمی (فرانسوی: Raoul Rémy‎; ۲۵ اکتبر ۱۹۱۹ – ۲۲ ژوئن ۲۰۰۲) دوچرخه‌سوار اهل فرانسه بود.